# Tony Finau
Tony Finau, né le 14 septembre 1989 à Salt Lake City en Utah, est un golfeur américain.

## Biographie
Tony Finau remporte sa première victoire sur le PGA Tour en 2016 lors du Open de Porto Rico.
Tony Finau est dernier choix de capitaine de la sélection américaine de la Ryder Cup 2018 Jim Furyk.

Début 2021, en 5 semaines, Finau a terminé dans le top 4 des quatre tournois auxquels il a participé.
Il gagne le Northern Trust le 23 août 2021, 1975 jours après sa dernière victoire, en battant Cameron Smith au premier trou de play-off.

## Palmarès

### Victoires amateures
- Vainqueur du Utah State Amateur Championship  en 2006.

### Victoires professionnelles

#### Victoires sur le PGA Tour
| Légende                              |
| Tournois Majeurs (0)                 |
| World Golf Championships (0)         |
| Autres victoires sur le PGA Tour (2) |

| No. | Date | Tournois           | Score | Rapport au par | Ecart de victoire | Opposant(s)  |
| --- | ---- | ------------------ | ----- | -------------- | ----------------- | ------------ |
| 1   | 2016 | Open de Porto Rico | 276   | −12            | Playoff           | Steve Marino |

#### Autres victoires
| No.         | Date              | Tournois        | Score | Rapport au par | Ecart de victoire                      | Opposant(s) |
| ----------- | ----------------- | --------------- | ----- | -------------- | -------------------------------------- | ----------- |
| 3 août 2014 | Stonebrae Classic | 67-62-63-66=267 | −22   | 3 strokes      | Daniel Berger Fabián Gómez Zack Sucher |             |